# 『バッハの旋律を夜に聴いたせいです。』
「『バッハの旋律を夜に聴いたせいです。』」（バッハのせんりつをよるにきいたせいです、独: Es ist weil ich die Musik von Bach Nachts höre）は、日本のロックバンド・サカナクションによる楽曲。2011年6月28日にビクターエンタテインメントより5作目のシングルとしてリリースされた。

## 概要
バンドのフロントマン・山口一郎によって制作された本楽曲は、音楽性としてはダンス・ミュージックやオルタナティブ・ロックの要素を持つエレクトロ・ダンスソングであり、4つ打ちをベースとしたビートで構成されている。
楽曲は、ファーストコーラスはダンスサウンドで展開されるものの、セカンドコーラスではバンドサウンドへと変化する。更に、セカンドコーラス後のブレイクでは、楽曲のタイトルにもなっているバッハの音楽がフィーチャーされている。
本楽曲は2011年6月、同名のシングルとしてリリースされた。シングルのアートワークは、デザイン集団・Hatosが手がけており、デザインはドイツにて行われた。ジャケット写真は、山口の自宅での一場面を写した写真と楽曲タイトルのドイツ語訳を合わせたものとなっている。
本楽曲は、音楽評論家から賛否両論の評価を受けた。批評家の中にはサウンド・リズム・メロディといった様々な要素をシンプルに凝縮してまとめた点を評価したものもいたが、一方ではこうした作り方によって、楽曲の情感や爆発力が不足することになったと指摘する批評家もいた。本楽曲は、日本のフィジカル、ダウンロードチャート双方にチャートインした。また、RIAJ有料音楽配信チャートでは、最高位30位を記録した。
田中裕介が監督を務めたミュージックビデオは「ねじれていく世界」が描いたものであり、エンターテインメント性と芸術性が追求された。ビデオは、薄暗い洋室の中での山口本人と4体の山口の分身「山口人形」によるダンスや、女優の麻生久美子演じる女性とのラブシーンが繰り広げられる内容となっている。
バンドは、本楽曲を2011年のコンサートツアー「SAKANAQUARIUM2011 "ZEPP ALIVE"」にて初披露しており『ミュージックステーション』や「ROCK IN JAPAN FESTIVAL」、「SWEET LOVE SHOWER」でも演奏されている。

## 発表と背景

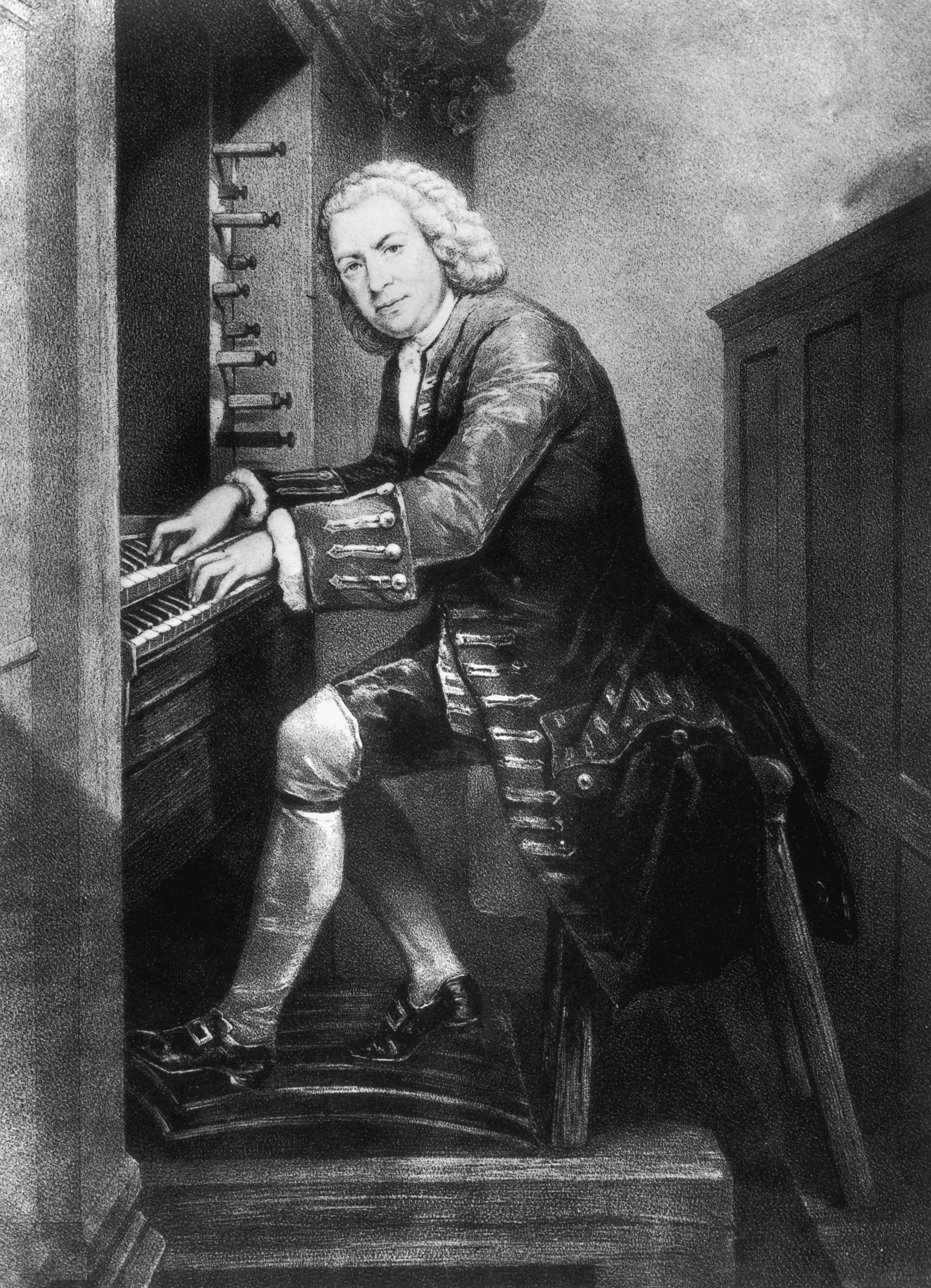
オルガンを弾くバッハ。山口は、バッハの音楽を聴きながら感じた感情からインスピレーションを得た。

「『バッハの旋律を夜に聴いたせいです。』」は、バンドのフロントマン・山口一郎によって制作された楽曲である。本楽曲は、2011年6月28日、バンドの5作目のスタジオ・アルバム『DocumentaLy』からの先行シングルの表題曲として発表されている。
同年5月31日、バンドはまず、録音作業中の楽曲をタイトル未定のまま、日本にて2011年7月20日に「ニューシングルを発売すること」のみをアナウンスした。
2011年6月15日、続けてバンドは、楽曲タイトルが「『バッハの旋律を夜に聴いたせいです。』」であることを発表した。「完全に日本語」であるタイトルについて、山口は後のインタビューで「ちょっと気になるっていうところを狙ってみたくて」つけたもので、自分の好きな日本文学にも通じるものと語っている。
バンドは、2011年6月25日にシングルのアートワークを公開した。これはデザイン集団・Hatosによって手がけられたもので、アートワークのデザインは、ドイツにて行われた。
アートワークは、深夜に撮影された山口の自宅での1シーンを収めた場面を背景に、楽曲タイトルをドイツ語に翻訳したタイトル文字が挿入されたものとなっている。BARKSによれば、アートワークのドイツ語は、現地のドイツ人によって翻訳されたもので、写真は「彼の部屋での『バッハ』と夜の日常をドキュメントスチールとして残したもの」であるという。
CDシングルとデジタル・ダウンロードでは、異なるアートワークが使用されている。本楽曲は、2011年6月28日放送のラジオ番組『SCHOOL OF LOCK!』で正式に解禁された。

## 構成

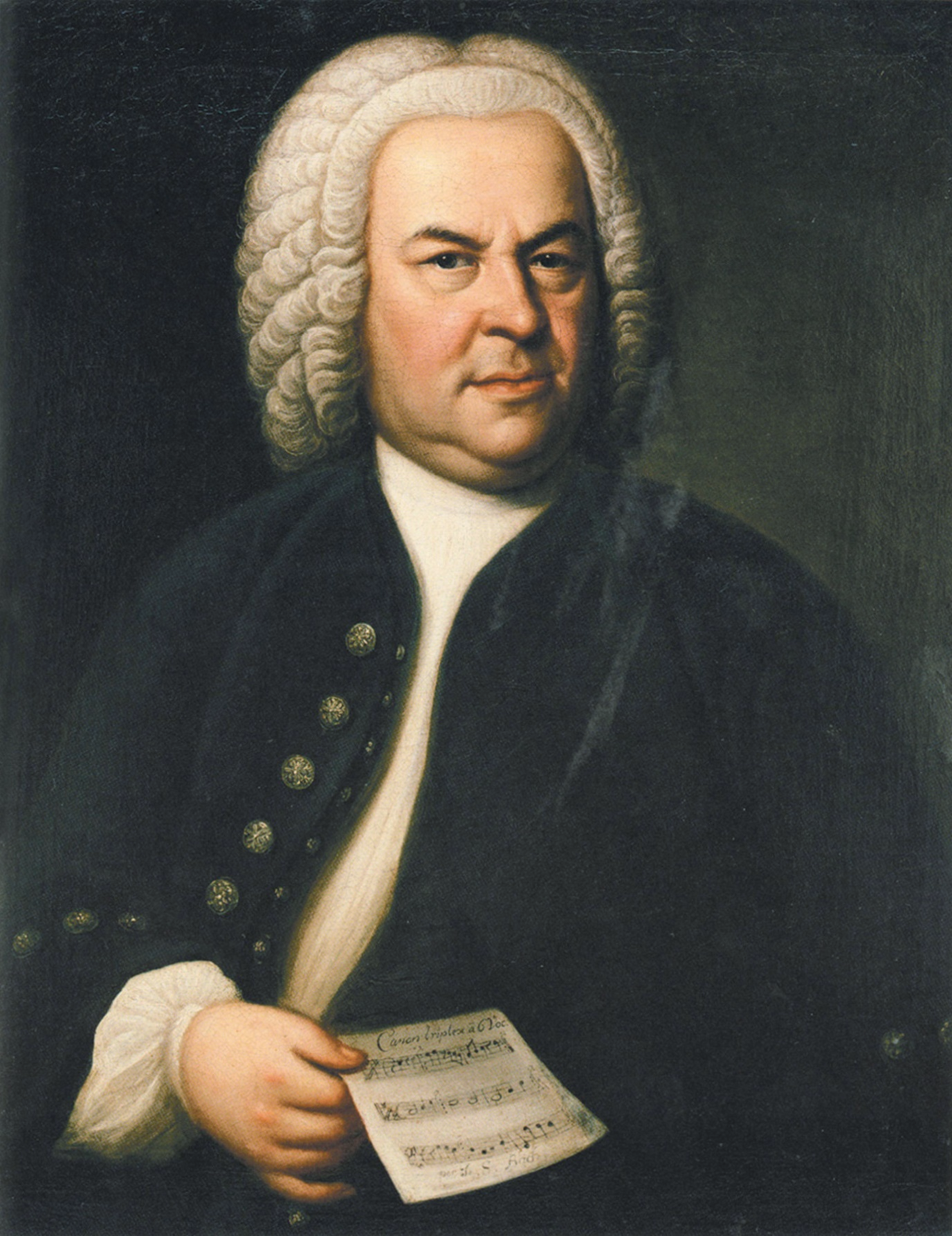
本楽曲のブレイクでは、バッハの音楽がフィーチャーされている。この肖像画は、ミュージックビデオ（下記参照）でも使用されている。

「『バッハの旋律を夜に聴いたせいです。』」は、エレクトロ並びにダンス・ミュージック、オルタナティブ・ロックの要素を持つエレクトロ・ダンスソングである。本楽曲は、4つ打ちをベースにしたシンプルで「軽やか」なビートの構成となっている。
RO69のライター・古川純基によれば「サカナ組曲のハイライトをいきなりガツンと頭に持ってきたような新機軸のアンセム」と評した。エキサイト・ミュージックのライター・森朋之は、音楽性について「バンドサウンド、ロックとダンスミュージックのハイブリッド感もさらに進化（している）」とコメントしている。
「『バッハの旋律を夜に聴いたせいです。』」は「バッハの旋律を／夜に／聴いたせいです／こんな心」というフレーズのコーラスパートから始まる。セカンドコーラスでは、サウンドがバンドサウンドとなり、更にバンドのコーラスワークにより、ボーカルに分厚いコーラスが加わる。『WHAT's IN?』のライター・川崎直子はこのコーラスを「合唱団的」と呼んでいる。
セカンドコーラスを経てのブレイクでは、バッハ『チェンバロ協奏曲第1番 ニ短調 BWV 1052』第1楽章の旋律がフィーチャーされている。このフレーズは、キーボーディストの岡崎英美によって演奏されている。
バンドのフロントマン・山口による歌詞は「日本らしさ」を意識して書かれている。また、Aメロ部分のメロディは詩吟を、サビ部分のメロディは昭和歌謡をモチーフとしている。

## 評価

### 批評家による論評
「『バッハの旋律を夜に聴いたせいです。』」は、音楽評論家から賛否両論の評価を得ている。
- 『CDジャーナル』のライターは「うねるベースと軽快な4つ打ちリズムの推進力を、詞でスマートなダンス・ミュージックにまとめあげるセンスに脱帽」とコメントした[9]。
- 『WHAT's IN?』のレビュアー・川崎直子は「繰り返されるフレーズやサビの合唱団的な分厚いコーラスに中毒性がある、ポップな仕上がり」とコメントしている[15]。
- リッスンジャパンの小池清彦は「クラブ的なサウンドスケープ、踊れるリズム、時折挿入されるクラシカルなメロディ等々、溢れるアイデアを果敢に凝縮した一曲」とコメントした[18]。
- 『Skream!』のレビュアー・道明利友は「雄大な広がりをもって聴き手を圧倒」とコメントした[19]。
- 『ROCKIN'ON JAPAN』のレビュアー・小野島大は「4つ打ちをベースに、クラシカルなピアノのフレーズや特徴的なコーラスなどをちりばめたアレンジは、サカナクションらしいと言えるものだが（中略）前作『ルーキー』に比べても音数は少なく、音圧も控えめで、シンプルな印象を受ける」と批評している。加えて「『歌もの』としての存在感が強い曲になっている」と付け加えている[11]。
- Hotexpressの平賀哲雄は「今作には、多くのロックリスナーの大好物であるエモーションや爆発力が足りない」とコメントしている[20]。

### チャート成績
日本レコード協会によるRIAJ有料音楽配信チャートでは、2011年7月26日付のチャートにて30位で初登場している。2週目となる8月2日付のチャートでは、20位順位を下げ、50位を記録。3・4週目にあたる8月16日の2週分の合算チャートでは、98位まで下落した。7月20日にCDシングルとしてリリースされた後、発売初週に14,871枚を売り上げ、8月第1週付の日本のオリコンに8位で初登場している。

## ミュージックビデオ

### 展開
「『バッハの旋律を夜に聴いたせいです。』」のミュージックビデオは、田中裕介が監督しており、クリエイティブ・ディレクターを北澤"momo"寿志が務めている。ビデオは、2011年7月13日にビクターエンタテインメントの公式YouTubeチャンネルにて公開された。
ビデオは「ねじれていく世界」が描かれており、バンドの過去の楽曲「アルクアラウンド」ミュージックビデオ同様に、エンターテインメント性と芸術性が追求されている。ビデオでは、山口本人の他に4体の等身大の山口の分身「山口人形」が登場し、人形と共に山口がダンスをする他、女優の麻生久美子演じる女性とのラブシーンが繰り広げられる内容となっている。

山口は、2011年7月24日の放送のJ-WAVEのラジオ番組『TOKIO HOT 100』に出演し、DJのクリス・ペプラーとのインタビューに応えた。インタビューの中で、彼はビデオの内容を「クラフトワークっぽい」と指摘した。これに対して、山口は次のように返答した。
クラフトワークもライブで本人が出てこないで人形でライブをやったりするじゃないですか。あれってもし真面目にやってなかったら、大爆笑する大人の悪ふざけだと思うんですよね。今回の僕らのPVもちょっと不真面目な所を見せてたらすごい悪ふざけみたいに思われてたと思うんですけど、それを真面目に芸術に見せる努力をする事でよりエンターテイメントになっていくと思うんですよ。
タワーレコードは、ミュージックビデオについて「ヴィジュアル面でもこだわりを見せる彼ららしい、鮮烈なPVに仕上がっている」とコメントしている。2011年3月、ミュージックビデオは、スペースシャワーTV主催のビデオクリップの祭典「SPACE SHOWER MUSIC AWARDS」において、年間の最優秀作品に与えられる大賞「VIDEO OF THE YEAR」を受賞した。

### 内容
ミュージックビデオは、バンドのフロントマン・山口の顔のアップから始まる。その後、カメラが少しずつ引いていき、その映像が鏡に写った薄暗い洋室でイスに座り、たたずむ山口であったことがわかる。続けて、山口は楽曲タイトルにもなっている「バッハの旋律を夜に聴いたせいです」という歌詞を歌い始める。
途中、サブリミナル的に一瞬、バッハの肖像画が映しだされる。その後、山口は立ち上がって移動し、自身の立ち位置の左右にあるバッハの肖像画と共に直立する。左右の肖像の前から山口が移動すると、壁が開口し、そのままコーラスへと移行する。
コーラスでは、山口の分身である「山口人形」4体と山口が奇妙なダンスを踊り始める。その後も、山口と人形のダンスがしばらく続き、次の場面では、山口人形によって肖像画を描かれる山口、山口人形と山口による目玉焼きの食卓を囲む光景、イスに座り新聞を読む山口人形と山口―といった奇妙な共同生活が描かれていく。
更に別の場面では、イスに座って歌う山口の後ろでダンスをする2体の山口人形が描かれる。加えて、異なる別の場面では、麻生久美子演じるチャイナドレスの妖艶な女性が、山口人形にキスをしている。それを見た山口は、人形を取っ払い、自分自身が女性にキスをしようとするが、いざキスをしようとした瞬間、ドアの隙間から黒い肌の何者かがその様子を覗き込んでおり、はっと山口がその方向に振り向くと、女性は丸太のようなダミー人形に変わってしまっていた。
直後、覗かれていたドアがガタン、と閉まってから山口がダミー人形を見て立ち尽くした後、黒画面に「バッハの旋律を夜に聴いたせいです。」と表示され、蓄音機が再生を停止して、ビデオは終了する。

## ライブ・パフォーマンス
「『バッハの旋律を夜に聴いたせいです。』」は、2011年6月に計6公演を開催したコンサートツアー「SAKANAQUARIUM2011 "ZEPP ALIVE"」にて初披露された。ツアーでは、本楽曲はセットリストの12曲目に演奏された。
RO69のライター・古川純基は、2011年6月28日の最終公演のライブレビューの中で、パフォーマンスについて「あまりに壮大で未体験なサウンドスケープを前に、曲序盤のオーディエンスは（もちろん僕も）圧倒され、その不可逆性から立ち尽くすしかなかったが、徐々に突き上がる拳の数は増え、一体感を増して巨大なうねりとなって楽曲が浸透していく様は今夜のハイライトだった」とコメントした。NewAudiogramのライターは、2011年6月28日の最終公演の楽曲のパフォーマンスについて「めちゃくちゃ刺激的」とコメントした。
本楽曲は、2011年7月22日放送のテレビ朝日系の音楽番組『ミュージックステーション』でもパフォーマンスされた。バンドは、ロックバンドスタイルではなく、サンプラーなどのデジタル楽器を持ち、横1列で演奏を行った。
『ROCKIN'ON JAPAN』の古河晋は、パフォーマンスを「すごいインパクトだった」と評し、更に「いつもこういう編成で演奏してるバンドだと思われるリスクなど気にせず、とにかくテレビ視覚的に面白い見せ方を考え出して勝負したのがサカナクションらしい」とコメントした。
本楽曲は、2011年の「ROCK IN JAPAN FESTIVAL 2011」8月5日公演でも披露された。また、2011年の「SWEET LOVE SHOWER」8月28日公演でもパフォーマンスし、セットリストの4曲目に演奏している。なお、2013年のライブでは、リミックスが初披露され、その後は基本的にはリミックスで演奏されることが多くなっている。

## 規格とシングル収録曲
| デジタル・ダウンロード 1. 『バッハの旋律を夜に聴いたせいです。』 | CDシングル 1. 『バッハの旋律を夜に聴いたせいです。』 2. years 3. ライトダンス YSST Remix 2011 (Remixed by Yoshinori Sunahara) |

## ラジオ解禁日と発売日一覧
| 国   | リリース日    | 規格                   |
| ---- | ------------- | ---------------------- |
| 日本 | 2011年6月28日 | ラジオ・プレミア       |
| 日本 | 2011年7月13日 | デジタル・ダウンロード |
| 日本 | 2011年7月20日 | CDシングル             |

## タイアップ
- 『バッハの旋律を夜に聴いたせいです。』
東進「16歳の転機」篇 CMソング
- years
Honda「INSIGHT」CMソング（2018年）

## カバー
| アーティスト                           | 収録作品                               | 発売日                                 |
| 『バッハの旋律を夜に聴いたせいです。』 | 『バッハの旋律を夜に聴いたせいです。』 | 『バッハの旋律を夜に聴いたせいです。』 |
| -------------------------------------- | -------------------------------------- | -------------------------------------- |
| 絢香                                   | 遊音倶楽部 〜2nd grade〜               | 2020年4月29日                          |